# FLASK
Flask est une architecture de sécurité pour un système d'exploitation qui fournit un support flexible des polices de sécurité. C'est un acronyme de Flux Advanced Security Kernel.
Flask est le framework principal utilisé dans des systèmes d'exploitation orienté sécurité comme le modèle SELinux (développé par la NSA) ou TrustedBSD. 